# Thomas Bradshaw
Thomas William Bradshaw (Shrewsbury, 27 luglio 1992) è un calciatore inglese naturalizzato gallese, attaccante dell'Oxford Utd.

## Biografia
Nato a Shrewsbury (Inghilterra), la famiglia di Bradshaw si è trasferita subito a Tywyn (Galles).

## Carriera

### Club
Bradshaw ha iniziato la sua carriera nell'Aberystwyth Town, dove è rimasto per un anno prima di accasarsi allo Shrewsbury Town; ha debuttato con i Blues il 10 aprile 2010, nella partita di Football League Two vinta per 3-0 sul campo del Crewe Alexandra, siglando subito una doppietta.

### Nazionale
Il 28 marzo 2015 ha esordito con la nazionale gallese nell'amichevole persa per 1-0 contro l'Ucraina.

## Statistiche

### Cronologia presenze e reti in nazionale
| Cronologia completa delle presenze e delle reti in nazionale ― Galles | Cronologia completa delle presenze e delle reti in nazionale ― Galles | Cronologia completa delle presenze e delle reti in nazionale ― Galles | Cronologia completa delle presenze e delle reti in nazionale ― Galles | Cronologia completa delle presenze e delle reti in nazionale ― Galles | Cronologia completa delle presenze e delle reti in nazionale ― Galles | Cronologia completa delle presenze e delle reti in nazionale ― Galles | Cronologia completa delle presenze e delle reti in nazionale ― Galles |
| Data                                                                  | Città                                                                 | In casa                                                               | Risultato                                                             | Ospiti                                                                | Competizione                                                          | Reti                                                                  | Note                                                                  |
| --------------------------------------------------------------------- | --------------------------------------------------------------------- | --------------------------------------------------------------------- | --------------------------------------------------------------------- | --------------------------------------------------------------------- | --------------------------------------------------------------------- | --------------------------------------------------------------------- | --------------------------------------------------------------------- |
| 28-3-2016                                                             | Kiev                                                                  | Ucraina                                                               | 1 – 0                                                                 | Galles                                                                | Amichevole                                                            | -                                                                     | 72’                                                                   |
| 14-11-2017                                                            | Cardiff                                                               | Galles                                                                | 1 – 1                                                                 | Panama                                                                | Amichevole                                                            | -                                                                     | 45’                                                                   |
| 22-3-2018                                                             | Nanning                                                               | Cina                                                                  | 0 – 6                                                                 | Galles                                                                | Amichevole                                                            | -                                                                     | 62’                                                                   |
| 25-3-2023                                                             | Spalato                                                               | Croazia                                                               | 1 – 1                                                                 | Galles                                                                | Qual. Euro 2024                                                       | -                                                                     | 70’                                                                   |
| 16-6-2023                                                             | Cardiff                                                               | Galles                                                                | 2 – 4                                                                 | Armenia                                                               | Qual. Euro 2024                                                       | -                                                                     | 83’                                                                   |
| 19-6-2023                                                             | Samsun                                                                | Turchia                                                               | 2 – 0                                                                 | Galles                                                                | Qual. Euro 2024                                                       | -                                                                     | 62’                                                                   |
| 11-9-2023                                                             | Riga                                                                  | Lettonia                                                              | 0 – 2                                                                 | Galles                                                                | Qual. Euro 2024                                                       | -                                                                     | 87’                                                                   |
| 11-10-2023                                                            | Wrexham                                                               | Galles                                                                | 4 – 0                                                                 | Gibilterra                                                            | Amichevole                                                            | -                                                                     | 46’                                                                   |
| Totale                                                                |                                                                       | Presenze                                                              | 8                                                                     |                                                                       | Reti                                                                  | 0                                                                     |                                                                       |